# Ludwig von Eyb der Ältere

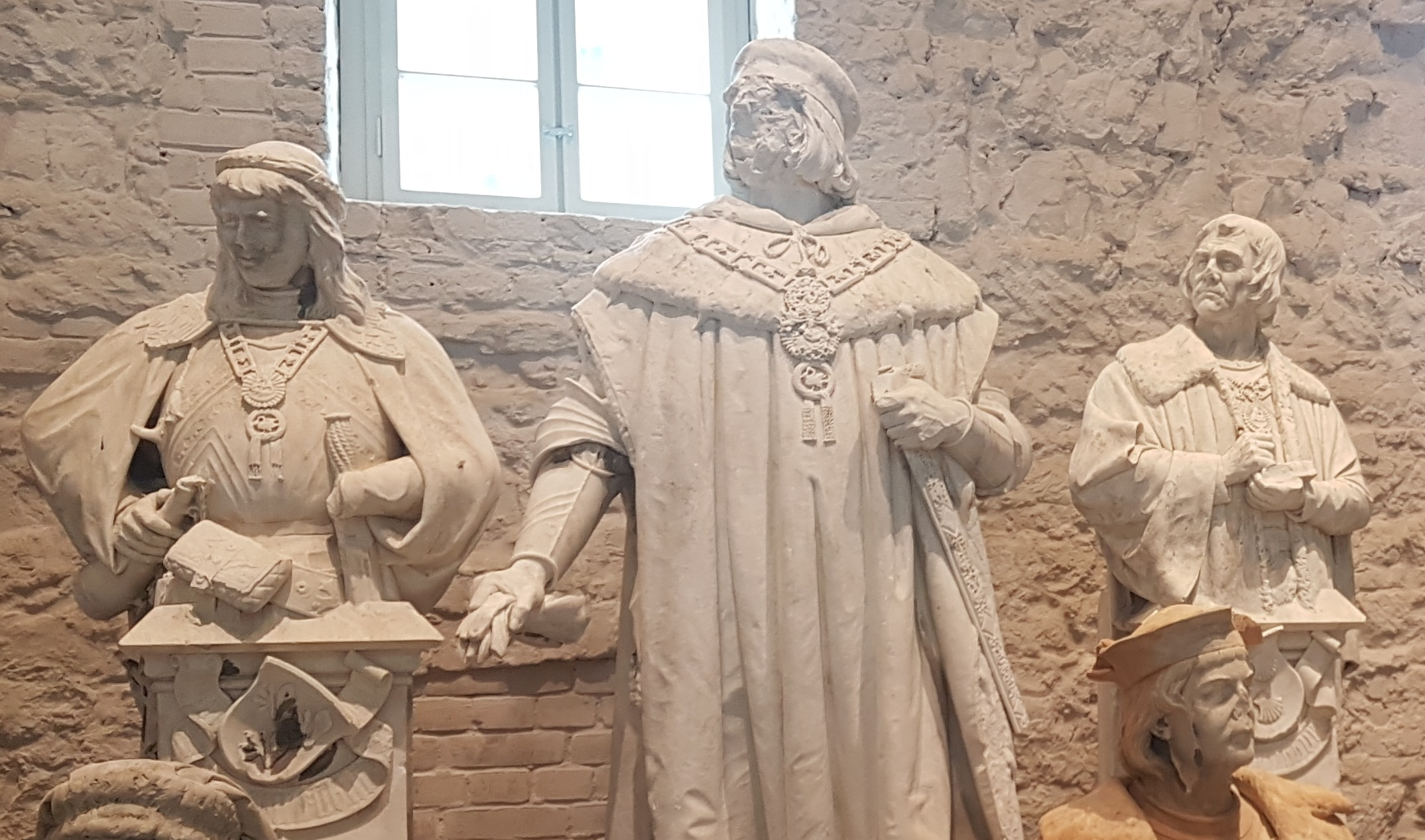
Zitadelle Berlin, Dauerausstellung Enthüllt. Berlin und seine Denkmäler. Figuren der Siegesallee Gruppe 17 Werner von Schulenburg, Albrecht Achilles, Ludwig von Eyb (2019)

Ludwig von Eyb der Ältere (* 1417 in Sommersdorf bei Ansbach, Bayern; † 29. Januar 1502) war ein deutscher Ritter, Politiker und Richter des Mittelalters. Er stammte aus dem fränkischen Adelsgeschlecht derer von Eyb.

## Leben

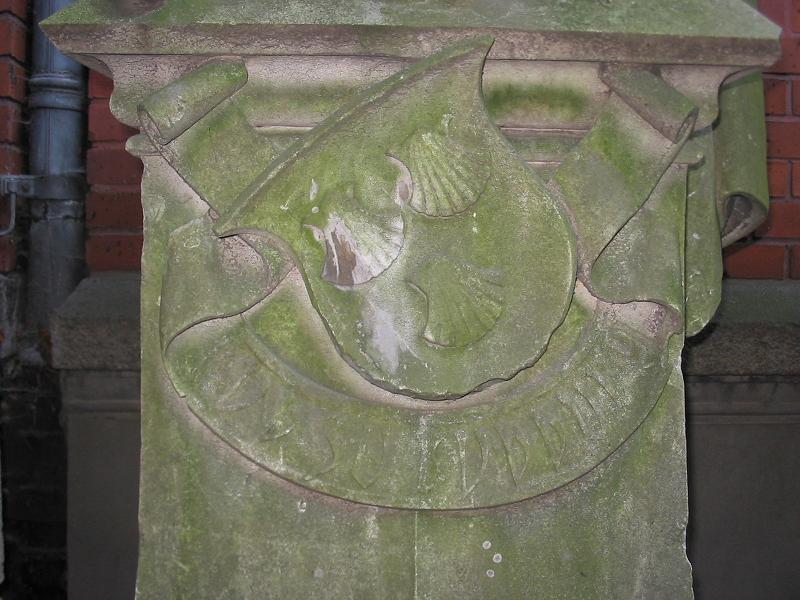
Verwitterndes Muschelwappen derer von Eyb am Büstensockel Ludwig von Eyb, Nebenfigur der Denkmalgruppe 17 in der ehemaligen Berliner Siegesallee. Bildhauer: Otto Lessing, Enthüllung der Gruppe 28. August 1900. Hier bei der ungeschützten Lagerung im Hof des Lapidariums in Berlin-Kreuzberg im Jahr 2004

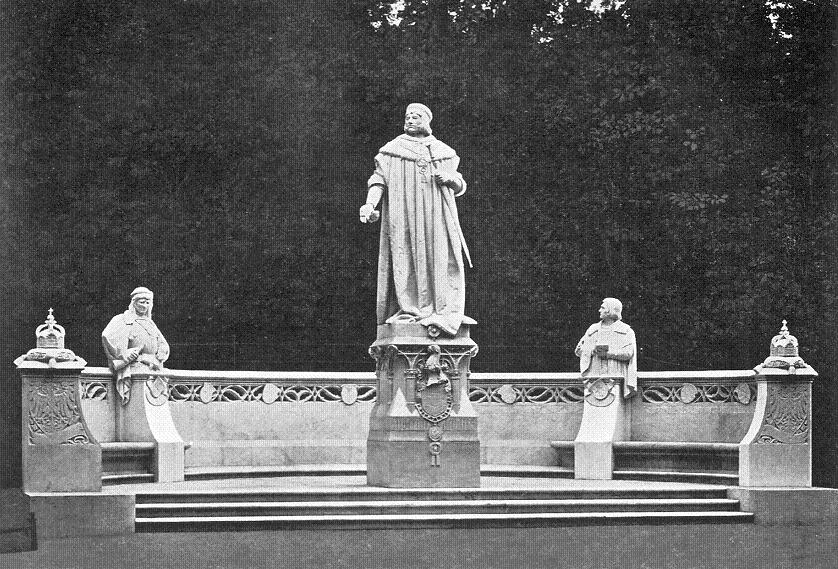
Denkmalgruppe 17 in der ehemaligen Berliner Siegesallee. Zentrales Standbild: Albrecht Achilles. Die Nebenfiguren zeigen den Hofmeister Werner von der Schulenburg (links); und rechts Ludwig von Eyb (1417–1502), Erbkämmerer und Chronist aus der Familie Eyb. Bildhauer: Otto Lessing, Enthüllung 28. August 1900

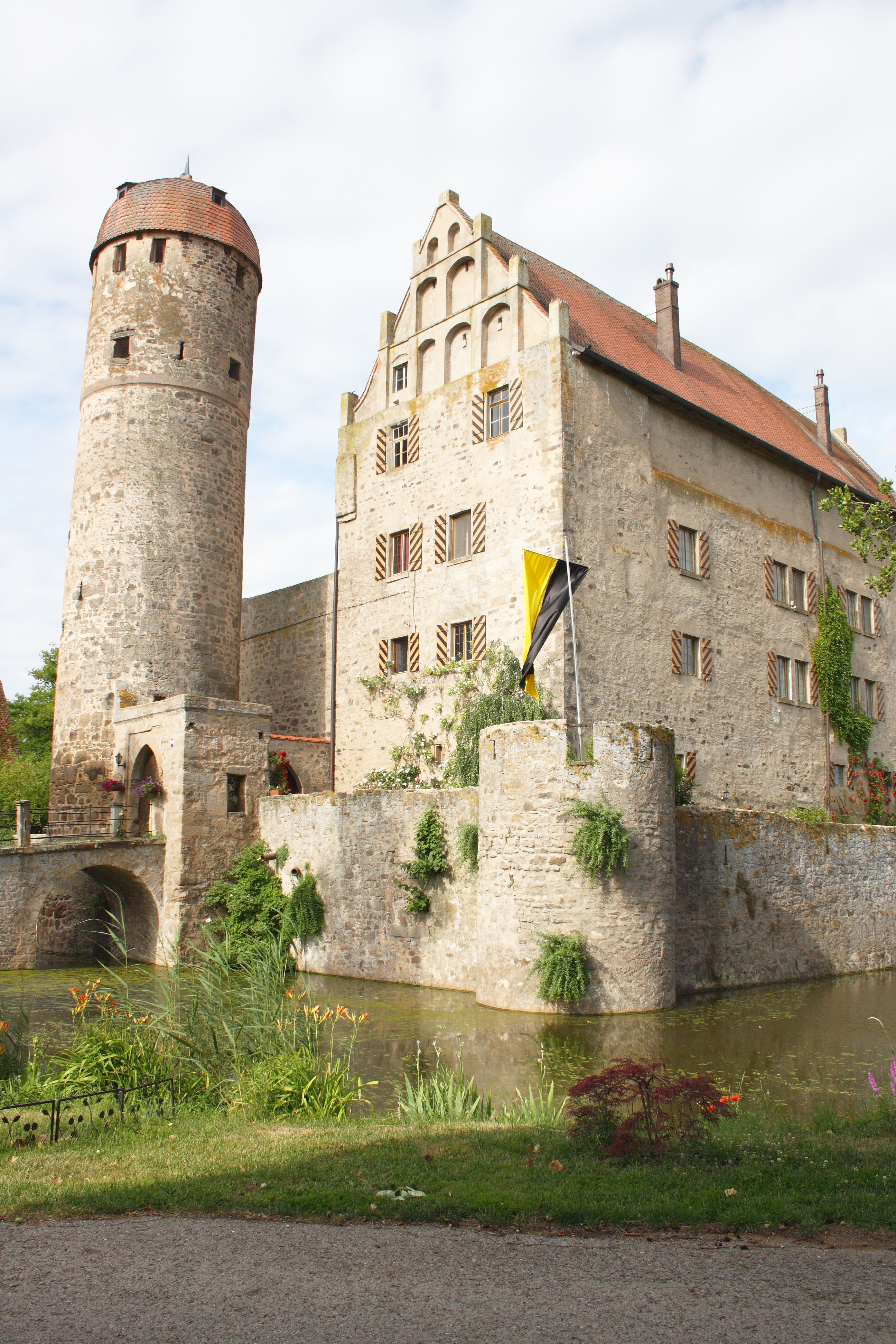
Schloss Sommersdorf

Ludwig von Eyb der Ältere, Bruder des Schriftstellers Albrecht von Eyb, war verheiratet mit Magdalena Adelmann von Adelmannsfelden. Aus der Ehe gingen der Jurist Anselm von Eyb, der Hofmeister und Heerführer Ludwig von Eyb der Jüngere und der Fürstbischof von Eichstätt Gabriel von Eyb, Kaspar von Eyb sowie die zwei Schwestern Barbara und Mathilde hervor.
Ab 1440 wirkte er als Ratgeber für den zollerischen Burggrafen von Nürnberg und Markgraf Friedrich I. von Brandenburg und später von dessen Sohn Albrecht Achilles. Von Eyb war später Hofmeister bei Albrechts Gemahlin Margarete von Baden, Feldhauptmann im Krieg mit Nürnberg 1449/50 und als Gesandter in zahlreichen wichtigen diplomatischen Missionen tätig für den Markgraf und späteren Kurfürst Albrecht von Brandenburg sowie auch dessen Söhne Friedrich und Siegmund. Er war Augenzeuge der Krönung König Maximilians in Aachen im Jahr 1486. Zuletzt war er Landrichter am Kaiserlichen Landgerichts der Burggrafschaft Nürnberg und Ritter des Schwanenordens. Langjährig war er Pfleger des eichstättischen Amts Arberg.
Er war Staatsmann und Historiker, eine der markantesten Gestalten des fränkischen Adels, diente, vielfältig begabt – und von den Nürnbergern bissig als markgräflicher leythund geschmäht  –, den Ansbacher Markgrafen und späteren Brandenburger Kurfürsten, vor allem dem listenreichen vulpes Germaniae Albrecht Achilles, dessen fränkischem Hof er viele Jahre vorstand.
Ludwig von Eyb d. Ä. nahm 1476 an der Pilgerfahrt Albrechts von Brandenburg ins Heilige Land teil und erhielt den Ritterschlag. Seine Söhne Anselm von Eyb und Ludwig von Eyb der Jüngere wurden beide ebenfalls in Jerusalem zum Ritter am Heiligen Grabe geschlagen.
Seine letzte Ruhestätte fand er in der Klosterkirche Heilsbronn, wo er 1487 einen Altar stiftete mit einem Altarbild der Familie.

## Schriften
- Denkwürdigkeiten zur Geschichte hohenzollerischer Fürsten (herausgegeben von C. Höfler = Quellensammlung für fränkische Geschichte I, 1849)
- Familienbuch (Auswahl: Christian Meyer), Aus dem Gedenkbuch des Ritters Ludwig des Älteren Eyb, Ansbach 1890. (Digitalisat)[1][2]
- Hofordnung Markgraf Johanns von Brandenburg
- Briefe an Kurfürst Albrecht Achilles
- Mein Buch
- Bericht über die Krönung des Römischen Königs Maximilian zu Aachen 1486
- Des Ritters L. von Eyb ... Aufzeichnung über das kaiserliche Landgericht des Burggrafthums Nürnberg. Erlangen 1867 (eingeschränkte Vorschau in der Google-Buchsuche). herausgegeben von Wilhelm Vogel